# ألكسندر روبتسوف
ألكسندر روبتسوف Alexander Roubtzoff (عاش 24 يناير 1884 - 26 نوفمبر 1949) رسام مستشرق روسي، قضى معظم حياته في تونس.
ولد وترعرع في بطرسبورغ. لكن تونس أصبحت بالنسبة إليه موطنا ثانيا حضر إليها عام 1914 واستقر فيها إلى الابد. كانت تونس آنذاك محافظة فرنسية. وكان روبتسوف فيها ممثلا لنخبة ثقافة العواصم، الأمر الذي مكنه من الانضمام إلى النخبة الفنية المحلية. واعتبر روبتسوف شخصية فنية بارزة في تونس بعشرينات وثلاثينات واربعينات القرن الماضي. ومن بين اصدقائه كان البارون دي ارلانجيه الفنان التشكيلي وممول الفنانين واندريه دوبليه الوزير الفرنسي المفوض في تونس الذي يعتبر أول من اشاد بموهبته النادرة. وقد اشترت الحكومة الفرنسية وبلدية تونس عددا من لوحاته. وتزين بعض لوحاته أبنية المؤسسات الاجتماعية في العاصمة التونسية.
وقد زار الرئيس الفرنسي آنذاك ڤنسان أريول معرض روبتسوف الشخصي الأخير المقام في باريس حيث اعرب عن دهشته بلوحته «امرأة عربية».
أعمال الفنان الروسي ألكسندر روبتسوف
وكرس روبتسوف فنه كله تقريبا إلى تونس التي ادهشته منذ حضوره إليها. وكان يبدع مستعينا باجناس الفن التشكيلي كلها بما فيها اللوحات الزيتية والمائية والغرافيك. واتصف أسلوبه الفني بغناء الألوان وتمازج الضوء والظل والمسحات الجريئة والانتقال المفاجئ من لون إلى آخر. ويعتبر روبتسوف استاذا في رسم الطبيعة التونسية ومشاهد حياة الشعب في السوق والشوارع والمساجد. وكانت انقاض قرطاج وشوارع سيدي بوسعيد أيضا من مواضيع لوحاته المميزة. ولم يكن يربط نفسه باية مدرسة أو مذهب في الفن المعاصر له، إذ انه كان يستجيب لخواطره وأهوائه فقط. وكان مولعا بسحر اللون والضوء التونسي سعيا إلى تحقيق اتقان في عكس تجلياته. وكان يقول دوما ان ضوء روسيا يختلف عنه في تونس حيث يحضر الانسجام والفوضى في آن واحد. وكانت مناظر الأصيل التونسي تجتذبه بصورة خاصة. كما اعتبر نفسه معجبا بالامرأة العربية.

## حياته
ولد ألكسندر روبتسوف في 24 يناير/كانون الثاني في بطرسبورگ في عائلة أحد النبلاء الروس. وكان جده مواطنا فخريا لمدينة بطرسبورغ. تخرج عام 1904 من المدرسة الكلاسيكية والتحق بكلية الفنون التشكيلية في الأكاديمية الامبراطورية للفنون الجميلة. وزار عام 1907 البندقية وفيينا وباريس حيث اطلع على ورشة النحات الفرنسي الشهير اوغست رودان. وقام في عامي 1910 و1911 برحلات سياحية وفنية ل[إيطاليا]. ومنحته الأكاديمية فرصة خاصة مكنته من قضاء 4 سنوات في أوروبا. فزار عام 1913 ألمانيا وبريطانيا وسويسرا وفرنسا وإسبانيا ومراكش.
وصل روبتسوف في 1 أبريل/نيسان عام 1914 عنوان وصلة إلى تونس حيث وجد نفسه معزولا عن الوطن بعد اندلاع الحرب العالمية الأولى. واستأجر في عام 1915 شقة في شارع الجزيرة، أي على حد يفصل بين القسمين الأوروبي والعربي للعاصمة التونسية حولها إلى ورشة فنية له وامضى فيها 35 سنة من عمره.
وأصبحت طبيعة المغرب وفنه المعماري ومناظره الخلابة موضوعا رئيسيا لاعماله الفنية. وأبدع خلال اقامته في تونس بما يزيد عن 600 لوحة فنية.
كان روبتسوف يعيش في تونس حياة منعزلة منهمكا في أفكاره وابداعه الفني دون أن يتعاون مع الروس الكثيرين الذين أوصلهم الأسطول القيصري الروسي إلى بنزرت عام 1920.

## أعماله
وكان مشاهير تونس الذين رسم روبتسوف لوحات البورتريه لهم معجبون بتواضعه ونزاهته وشهامته واناقة هندامه ولامبالاته التامة بالعوائد المادية، ولم يكن يحتاج الا لمنصة رسم وألوان وكرسي ومذكرات. واطلق عليه في تونس لقب الروسي الأبيض ليس لانتمائه السياسي بل لشعره الأشقر وعادته على عدم ارتداء معطف في أي طقس كان. وكان يسبح في البحر طيلة السنة بغض النظر عن الجو. وكان من بين اصدقائه ممثلو النخبة التونسية والفرنسية، وبينهم الراقصة الفرنسية المشهورة ايزيدورا دانكن والوزير الفرنسي في تونس، وكان ضيفا مرغوبا فيه في منازل كبار المسؤولين والنخبة الفنية في تونس. لكنه لم يسمح لاحد بالدخول في منزله.
شارك روبتسوف في أول معرض فني بعد الحرب العالمية الأولى في تونس قدم فيه 132 لوحة فنية. وأصبح منذ ذلك الحين أحد اعلام الفن التشكيلي التونسي. ونال عام 1924 الجنسية الفرنسية، وشارك في كثير من المعارض الفنية الفرنسية.
ونشر روبتسوف في أعوام [1938] – 1940 سلسلة مقالات عن تونس القديمة. وكان يأسف لاختفاء الحضارات التونسية العربية واليهودية والبربرية القديمة التي صارت تحل محلها الحضارة الأوروبية الدخيلة، الأمر الذي انعكس على ابداعه. وكان يرفض دوما وجهة النظر الأوروبية التقليدية التي تنظر إلى حضارة شمال أفريقيا كأنها حضارة بدائية فطرية واصفاً إياها بأنها حضارة أصيلة لديها مميزات بالمقارنة مع الحضارة الأوروبية.
توفي روبتسوف في 26 نوفمبر/تشرين الثاني عام 1949 في المستشفى الفرنسي بتونس بعد اصابته بتدرن الرئتين. ولم يتكلم في آخر لحظات حياته الا اللغة الروسية، لكن احدا لم يفهمه. ودفن في مقبرة بتونس. وقد سرق صليب من قبره.
ويعتبر تراثه الفني اليوم موضوعا للدراسة من قبل خبراء الفن الأجانب. وتوجد في فرنسا جمعية روبتسوف الفنية التي تعمل على ترويج أعماله الفنية وافكاره. واقيم في باريس عام 1984 معرضه الشخصي بمناسبة مرور الذكرى ال 100 لولادته.
وقام دار النشر والطباعة «آلف» التونسية باصدار ألبوم لوحاته المصور بقلم الصحافية التونسية عليا حمزة.
واقام مركز الثقافة الروسية في تونس عام 1999 امسية احياء لذكراه بمناسبة مرور 50 عاما على وفاته التي تعد خطوة أولى على درب ادراجه في قائمة الشخصيات التونسية البارزة.
لكن وطنه لم يطلع بعد إلى الحد المطلوب على ابداعه الفني. وساعد في ذلك صدور الكتاب «البطرسبورغي في تونس» باللغة الروسية بقلم ناتاليا غادالينا عام 2004.